# Cou nu du Forez
La Cou nu du Forez est une race de poule française.

## Description
Les poules Cou nu ont une bonne réputation de rusticité. Elles ont un cou complètement dénudé, qui dévoile une peau de couleur rouge vif, à l’exception d’une touffe de plumes dans le milieu, nettement dégagée et isolée.
Le standard est assez récent.

## Origine
Créée dans la région du Forez (Loire) par Henri Calemard, après la seconde guerre mondiale à partir de gâtinaise.

## Standard
- Masse idéale : coq : 3 à 3,5 kg ; poule : 2,3 à 2,8 kg.
- Crête : simple
- Oreillons : rouges
- Couleur des yeux : rouge orangé
- Couleur de la peau : blanche
- Couleur des Tarses : claire
- Variétés de plumage : uniquement blanc
- Œufs à couver : min. 60 g
- Diamètre des bagues : coq : 20 mm ; poule : 18 mm

## Club officiel

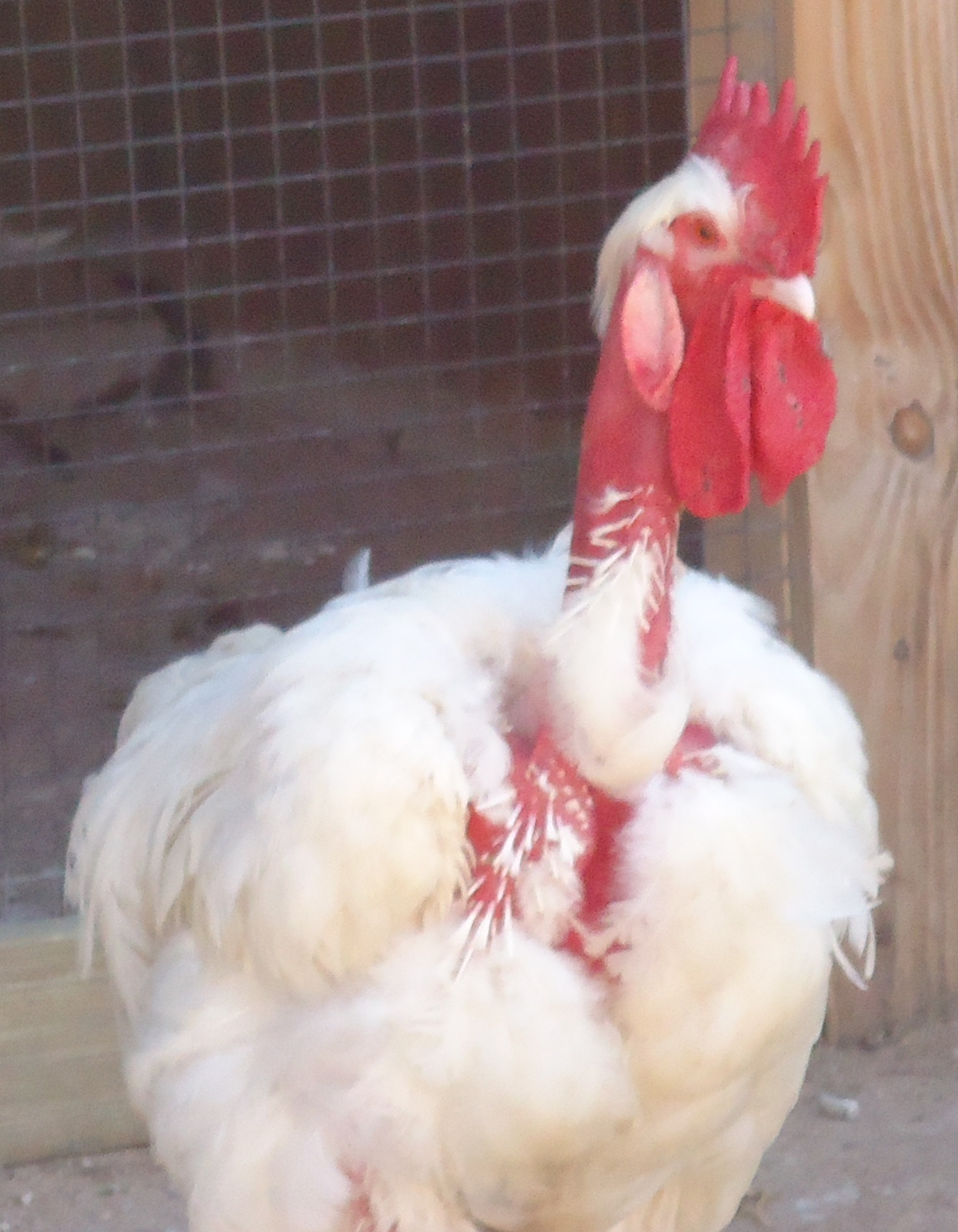
Coq cou-nu du Forez.

- Club du Cou-nu du Forez

## Sources
- Le Standard officiel des volailles (Poules, oies, dindons, canards et pintades), édité par la SCAF.